# Heteropogon aurocinctus
Heteropogon aurocinctus là một loài ruồi trong họ Asilidae. Heteropogon aurocinctus được Séguy miêu tả năm 1934. Loài này phân bố ở vùng Cổ Bắc giới.